# Jerzy Służewski (żołnierz)
Jerzy Służewski (ur. 18 kwietnia 1878 w Kole, zm. 12 czerwca 1920 w Charkowie) – żołnierz Polskiej Organizacji Wojskowej na wschodzie, uczestnik wojny polsko-bolszewickiej, kawaler Orderu Virtuti Militari.

## Życiorys
Urodził się w rodzinie Aleksandra i Walerii z d. Kołodziejska. Absolwent gimnazjum we Włocławku i kursów handlowych w Warszawie. 
Pracował jako kasjer w Domu Handlowym w Warszawie.
Od 1915 przebywał na terenie Rosji gdzie wstąpił w szeregi Polskiej Organizacji Wojskowej. Od 1919 jako pracownik konsularny na terenie Rosji bolszewickiej.
W maju 1920 został aresztowany w Charkowie i rozstrzelany przez bolszewików. W 1922 za działalność w POW został odznaczony pośmiertnie Krzyżem Srebrnym Orderu Wojskowego Virtuti Militari.
Był żonaty. Nie miał dzieci.

## Ordery i odznaczenia
- Krzyż Srebrny Orderu Wojskowego Virtuti Militari nr 7944 – pośmiertnie, 17 maja 1922 „za czyny w byłej POW na Wschodzie (KN III)”[2][1]
- Krzyż Walecznych[1]